# アン・リース (第7代シウダ・ロドリゴ女公爵)

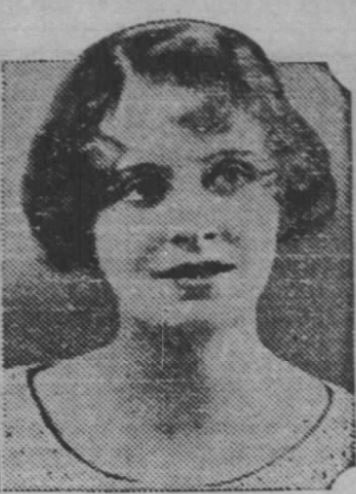
1933年の肖像写真

第7代シウダ・ロドリゴ女公爵アン・モード・リース（英語: Anne Maud Rhys, 7th Duchess of Ciudad Rodrigo、旧姓ウェルズリー（Wellesley）、1910年2月2日 – 1998年）はウェルズリー家の人物、スペイン貴族。

## 生涯
第5代ウェリントン公爵アーサー・ウェルズリーと妻リリアン・モード・グレン（Lilian Maud Glen Coats、1946年5月3日没、初代グレンタナー男爵ジョージ・コーツの娘）の娘として、1910年2月2日に生まれた。
1928年にウェールズ公エドワード（のちの国王エドワード8世）と婚約したと噂され、同年にウェールズ公が英領アフリカ植民地を訪問したとき、肺炎にかかって病後療養していたアンの状況に関する情報をしきりに受け取ったという。
1933年3月23日、デイヴィッド・レジナルド・リース閣下（Hon. David Reginald Rhys、1907年3月18日 – 1991年、第7代ディネヴァー男爵ウォルター・リースの三男）と結婚、1男1女をもうけた。2人は1963年に離婚した。
- ルウェリン・アーサー（Llewelyn Arthur、1935年6月8日 – 2005年） - 1961年9月23日、ローズマリー・マーサ・アン・セラーズ（Rosemary Martha Ann Sellers、ロバート・ヴィクター・セラーズの長女）と結婚、子供あり[4][5]
- エリザベス・モード（Elizabeth Maud、1937年8月14日 – 1999年と2019年の間に没） - 1966年2月10日、ピーター・マシュー・ドラン（Peter Matthew Doran、パトリック・ドランの息子）と結婚[4][5]

1943年9月16日に弟にあたる第6代ウェリントン公爵ヘンリー・ウェルズリーが戦死すると、スペイン法に基づきシウダ・ロドリゴ公爵位を継承、同時にグランデの特権も継承した。同じくスペイン法に基づき、夫デイヴィッド・レジナルドもシウダ・ロドリゴ公およびグランデの特権を得た。しかし、アンは1949年に爵位を放棄して、叔父ジェラルドに譲った。ジェラルドの孫娘ジェーンが父の8代公爵から伝え聞いたところでは、多額の金銭支払いに伴う結果だった。
1998年に死去した。